# Scranta Grammofon
Scranta Grammofon är ett skivbolag i Karlskoga och som startades 1976, efter att ha varit ett produktionsbolag som producerade bland annat för Grammofon AB Electra från mitten av 1960-talet. Man har använt flera skivmärken, bland annat Scranta, Galaxy, Boogie och Superdisc. 
Bland de artister och grupper som sjungit för bolaget finns bland andra Boppers, Drifters, Dannys, Mona Gustafsson, Hedins, Madde & grabbarna, Claes Lövgrens, Kandis, Scandinavia, Shanes, Streaplers  och Sten & Stanley.
Under andra halvan av 2003 gav man ut samlingsalbumet Superdans, med material från dansbandsgalorna i Sverige 1990-1994.